# 松浦三桥
松浦三桥，又名松卫大桥、松卫公路跨黄浦江大桥，是目前黄浦江最上游的一座桥梁，于2010年6月30日通车，设双向四快二慢六车道，该桥与松浦大桥一样，允许非机动车通行。建设此桥主要是为了分流松浦大桥的车流。
松浦三桥位于松浦二桥上游4.5公里处，设计跨径140米，是松卫公路的组成部分。

### 引用
1. ↑  .   [2011-02-09]. （原始内容存档于2010-12-29）.

### 网页
- 浦江上游第一桥合龙 （页面存档备份，存于）
- 2008年上海市市政工程管理局主要工作打算 （页面存档备份，存于）